# Burning Star
Burning Star is een duet tussen de Belgische zangeres Natalia en de Amerikaanse zangeres Anastacia. De digitale single werd opgenomen ter promotie van hun gezamenlijke concertreeks Natalia meets Anastacia in het Sportpaleis te Antwerpen, die plaatsvond in januari 2011. Het nummer werd op 17 september 2010 uitgebracht via iTunes en stond twee weken genoteerd in de onderste regionen van de Vlaamse Ultratop 50.

## Vlaamse Ultratop 50
| Hitnotering: 25-09-2010 t/m 02-10-2010 | Hitnotering: 25-09-2010 t/m 02-10-2010 | Hitnotering: 25-09-2010 t/m 02-10-2010 | Hitnotering: 25-09-2010 t/m 02-10-2010 | Hitnotering: 25-09-2010 t/m 02-10-2010 |
| Week:                                  | 1                                      | 2                                      |                                        |                                        |
| -------------------------------------- | -------------------------------------- | -------------------------------------- | -------------------------------------- | -------------------------------------- |
| Positie:                               | 45                                     | 47                                     | uit                                    |                                        |